# Durnomagus
Het fort Durnomagus was een Romeins ruiterfort, voor een zogenaamde Ala-eenheid, aan de Neder-Germaanse Limes. Het fort, een bodemmonument, waarvan bovengronds niets meer te zien is, bevindt zich onder het centrum van de stad Dormagen aan de Nederrijn in het gebied van de kerk van St. Michael en het stadhuis van de stad.
Van het begin van de eerste eeuw tot het einde van de vierde eeuw bewaakte het militaire kamp het grensgedeelte tussen de Colonia Claudia Ara Agrippinensium (Keulen) en de Colonia Ulpia Traiana resp. Vetera (Xanten) op de Romeinse limesweg van Lugdunum Batavorum (Katwijk) naar Argentorate (Straatsburg).

## Locatie

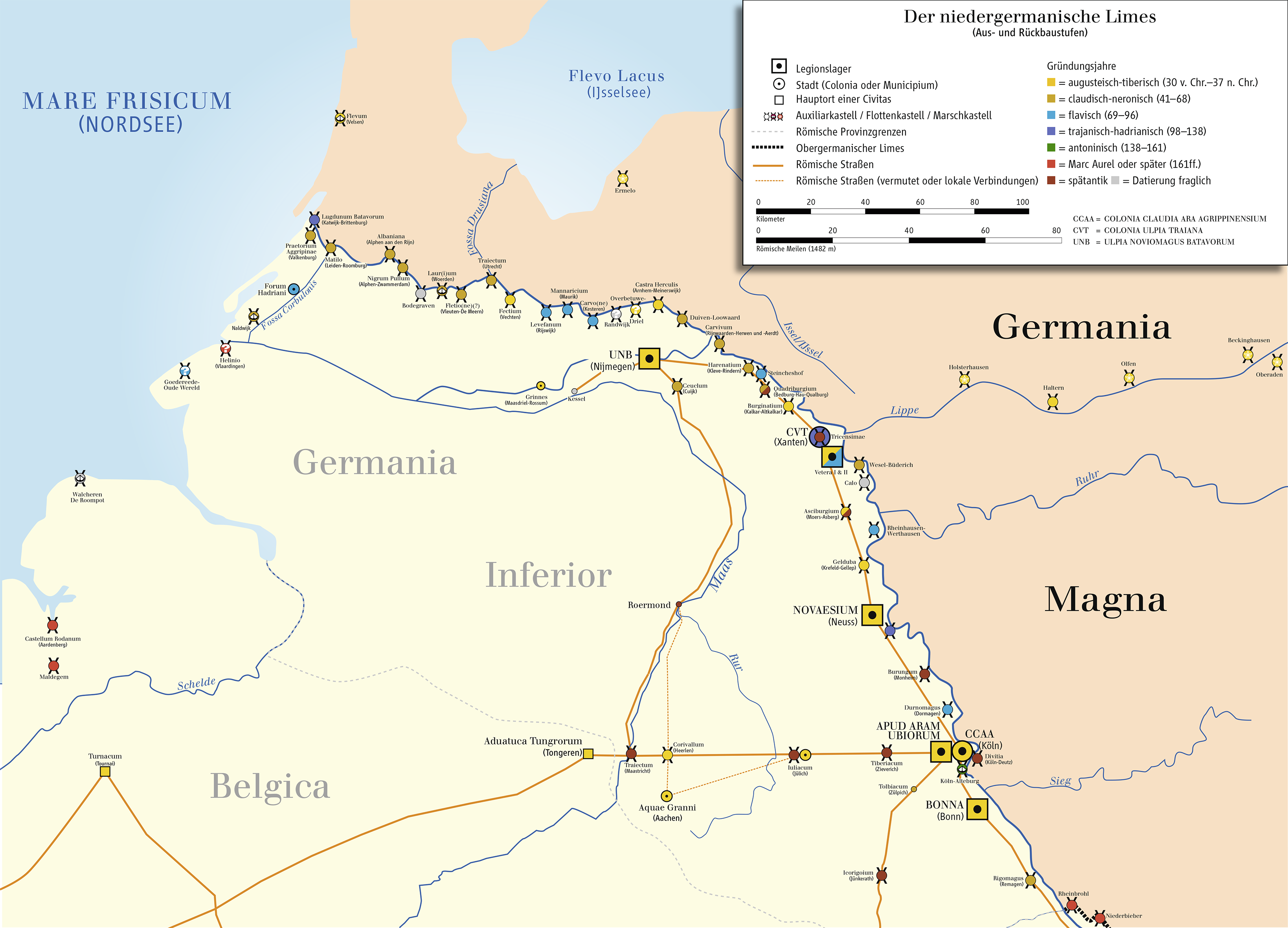
Locatie van het fort aan de loop van de Neder-Germaanse Limes.

Durnomagus  lag - zoals de meeste forten van de Neder-Germaanse Limes - op een tegen overstromingen beschermde heuvel direct boven het lager gelegen rivierterras van de  Rijn. Naast de bescherming tegen overstromingen bood deze opstelling door de steil aflopende terrasrand extra bescherming tegen vijandelijke aanvallen vanaf de Rijnkant.
In het Itinerarium Antonini, een Romeinse reisgids, wordt de locatie als volgt vermeld:
Colonia Agrippina - Durnomago leugas VII ala - Burungo leugas V ala - Novaesio leugas V ala 
Toelichting: van Keulen naar Dormagen, het ala-fort, zeven leugas (= 15,54 km) - naar Burungum (Haus Bürgel), het ala-fort, vijf leugas (= 11,1 km) - naar Neuss, het de ala-fort, vijf leugas (= 11,1 kilometer). Durnomagus was dus ongeveer een dagmars verwijderd van de CCAA in het zuiden en van Novaesium in het noorden.

## Onderzoeksgeschiedenis
De etymologische oorsprong van de naam "Durnomagus" is controversieel, maar waarschijnlijk van Keltische oorsprong en gaat waarschijnlijk terug op de voorloper van een voorheen onbewezen ubische nederzetting in de buurt van het hulpfort. Als een Romeinse garnizoensplaats is Ala Durnomagus in de Itinerarium Antonini opgenomen, wat de enige geschreven oude bron voor deze plaats is. De afstand van daar naar de CCAA was zeven competities (15,5 km), die na Novaesium tien competities (22,2 kilometer).
Tijdens bouwwerkzaamheden en bij grindwinning rond Dormagen doken in de 19e en 20e eeuw vaak Romeinse vondsten op. De ontdekking van verschillende inwijdingsstenen voor de god Mithras in 1821 veroorzaakte een sensatie. Twee van de stenen waren grafgiften voor legionairs van de ALa Noricorum  en gaven daarmee een eerste verwijzing naar de Romeinse hulptroepen die in Durnomagus gestationeerd waren. In 1834 werden tijdens de uitbreiding van de weg van Dormagen naar Worringen talrijke Romeinse graven ontdekt. De grafinventaris is aangekocht door een boer en dorpskroniekschrijver uit Dormagen  Joan Peter Delhoven, die samen met zijn zoon Jakob in de eerste helft van de 19e eeuw een verzameling Romeinse vondsten uit Durnomagus opbouwde, waaronder meer dan 500 munten, enkele honderden stuks keramiek, enkele stenen met inscriptie, evenals bakstenen en andere kleine vondsten. Het grootste deel van de collectie is in de loop van de tijd verloren gegaan, slechts een klein deel is in het Rheinisches Landesmuseum Bonn en het Historisches Museum Düsseldorf terechtgekomen. De ontdekking van een Romeinse muntschat met 900 zilveren munten en vier gouden munten in 1839 was net zo belangrijk als de ontdekking van de Mithra-vondst. De vondst bevond zich slechts 0,4 meter diep onder de vloer van een koeienstal, de reeks munten varieerde van uit de tijd van Augustus tot Commodus.
In 1854 publiceerde Franz Fiedler als eerste over het Romeinse  Dormagen. In de decennia die volgden, ontstond een heftige discussie over de identiteit van de garnizoensplaatsen  Durnomagus en Burungum of over de vraag of en - zo ja - welke van de twee aan Dormagen, Worringen of Haus Bürgel moet worden toegewezen. Sinds de jaren 1960 wordt de gelijkstelling van Dormagen met Durnomagus algemeen aanvaard. In de tweede helft van de 19e en in de eerste helft van de 20e eeuw volgden meer ontdekkingen : toen de Michaelskirche in 1887 werd herbouwd, werden grafgeschenken gevonden aan de zuidkant en in 1924 werd Romeins keramiek gevonden aan de westkant. Ook werd in 1924 een altaarsteen gevonden bij de bouw van een school achter het gemeentehuis, en werden bij diverse bouwwerkzaamheden in de omgeving van de “Römerstrasse” Romeinse munten en andere keramiekresten gevonden. Al in 1914 werden ten noorden van Dormagen graven gevonden uit het midden van de periode van het Romeinse Keizerrijk, en verdere grafvondsten in de buurt van Schierort in 1928 bevestigden deze begraafplaats.
Sinds 1964 controleert het Rheinisches Landesmuseum Bonn, later het LVR-bureau voor Landmonumentenbehoud in het Rijnland, de bouwwerkzaamheden in Dormagen. Sindsdien is het fort gelokaliseerd en is de bijbehorende vicus goed afgebakend, meest recentelijk in 2004, toen een gebied van het hulpfort opnieuw kon worden onderzocht.

## Geschiedenis
De oudst bekende Romeinse aanwezigheid in het gebied van het huidige Dormagen was de bouw van een militaire werkplaats voor baksteen in het tweede kwart van de eerste eeuw door een vexillatio van Legio I Germanica dat gestationeerd was in Keulen en later verhuisde naar Bonn. De werkplaats bleef functioneren tot uiterlijk het uitbreken van de Bataafse Opstand.
Het eerste hulpkamp werd in het kader van de uitbreiding van de Neder-Germaanse Limes in het jaar 83 gesticht tijdens de regering van Domitianus. Tijdens de voorbereiding en uitvoering van de oorlogen met de Chatten kreeg het de functie van preventieve flankbeveiliging. Het magazijn werd uiterlijk in het jaar 90 afgebouwd. Het is niet bekend welke troepen het eerste kamp hebben opgezet. Volgens de vondsten is het enige dat zeker lijkt, dat het een Ala quingenaria was. De Ala I Noricorum, die hier later werd gestationeerd, is uitgesloten, aangezien deze tot het jaar 100 in Burginatium was gelegerd.
Nadat de onbekende cavalerie-eenheid zich had teruggetrokken, werd de Ala I Noricorum aan het begin van de tweede eeuw verplaatst van Burginatium naar Durnomagus. De aanwezigheid aldaar rond  het jaar 200 wordt bevestigd de vondst van door twee inwijdingsstenen  voor Mithras. De inscriptie op een van de stenen luidt:
Deo Soli I(nvicto) M(ithrae) p(ro) s(alute) I(mperatoris?) Suran[...]is Didil[...] / dup[l(arius)] al(a)e Noricorum c[ivi]s T(h)rax v(otum) s(olvit) l(ibens) [m(erito)]
Vertaald: "Aan de onoverwinnelijke zonnegod Mithras, ter wille van de keizer, Suran ... is Didil ..., Duplicarius van de  Ala Noricorum, Thracisch staatsburger, heeft zijn geloften met vreugde en naar behoren vervuld. "
Daarna gaat het spoor van de Ala verloren in het duister van de geschiedenis. Er is niets bekend over de troepen die in de derde en vierde eeuw na haar in Durnomagus gelegerd waren. Het fort stond er nog tot het einde van de vierde eeuw, waarschijnlijk tot rond het jaar 390 (volgens een andere mening mogelijk tot de vijfde eeuw,) in gebruik en toen verlaten. Volgens Michael Gechter werd het rond het jaar 200 vernietigd door een brand en nog een keer gebruikt tijdens een inval van de Franken, blijkens een versterking van de Porta principalis dextra (rechter zijpoort). Gechter postuleert verder de oprichting van een 57 x 52 meter groot reductiefort in de laat Romeinse tijd zou hebben bestaan tot de vijfde eeuw. Er zijn geen sporen gevonden die kunnen wijzen op een gewelddadig einde van het garnizoen.

## Datering
Volgens een bakstenen stempel van de Legio XXII Primigenia pia fidelis (LEG XXII PPF) moet het kamp al hebben bestaan tussen de jaren 88/89 en 92/96. Het epitheton pia fidelis (Domitiana) werd door de keizer aan dit legioen, dat in Vetera was gestationeerd, gegeven nadat het de kant van Domitianus had gekozen tijdens de opstand van Lucius Antonius Saturninus. Tussen de jaren 92 en 96 werd het verplaatst naar Mogontiacum.
De serie munten begint met een enkele Claudische munt. Munten uit de Domitianus periode zijn er in overvloed. De laatste munt is een trien van Theodosius I uit die tijd rond 390.
Dateerbaar keramiek begint met een werk van de Zuid-Gallische pottenbakker Germanus, dat dateert van rond het jaar 70. Deze terra sigillata, evenals andere sigillaten van het sleeptype. 29 moet relatief lang in gebruik zijn geweest omdat het Hofheim-type 89 ontbreekt. Vaten  die tussen de jaren 80 en 100 zijn geproduceerd door de Zuid-Gallische pottenbakkers Mercato en Mascuus,daarentegen zijn met een groot aandeel vertegenwoordigd.

## Objecten

### Militaire baksteenfabriek
Tot nu toe zijn vijf ovens en een droogschuur van de steenfabriek ontdekt.  Vier van de vijf ovens en de droogschuur lagen binnen een straal van 25 meter bij elkaar, de vijfde oven lag 170 meter verder weg. Twee van de steenovens werden bediend vanuit een gemeenschappelijke werkplaats. De ovens waren ongeveer vijf meter breed en zes meter lang, de afmeting van de droogschuur was 11 x  36 meter. De ovens zijn gebouwd in de vorm van zogenaamde “staande ovens”, waarbij de vuurhaard en verbrandingskamer boven elkaar zijn geplaatst. Voor een betere isolatie werd de ovenkamer in de grond aanelegd met op de bodem stenen. De ovens werden verhit vanuit werkruimtes via een brandmond. Net als bij een moderne convectieoven, kon de warmte in de verbrandingskamer gelijkmatig verdeeld worden om de hitte gelijkmatig op het bakgoed te laten inwerken.
De steenovens werden tijdens hun gebruik meerdere keren gerepareerd of gerenoveerd. Het productassortiment van de steenfabriek omvatte dakpannen van het type vatte tegulae en imbrices, tubuli (ventilatietegels ), laterculi (meestal vierkante, soms ook ronde panelen voor het bouwen van de pijlers (pilae) van hypocauststructuren), wandpanelen en eindtegels met Medusa-decor. Het einde van de steenfabriek is onzeker, maar de productie werd zeker stopgezet ten tijde van de  Bataafse Opstand 

### Fort
Het eerste kamp was gemaakt van hout en aarde. In totaal twee omwallende spitse grachten vormden de verdedigingshindernis. Ze waren vrijwel zonder berm verbonden met de hout-aardemuur. Hun totale breedte zou ongeveer elf meter moeten zijn, de uiteinden van de grachten waren 2,60 meter diep onder het oude niveau op een afstand van vier en acht meter van de buitenkant van de muur. Met zijn praetorial front was het magazijn met vier poorten in alle bouwfasen gericht op het oost-noord-oosten, op de Rijn.
Na minimaal één nog niet gedateerde uitbreidings- of renovatiefase, waarbij onder meer de bodem van de binnengracht  60 cm dieper werd uitgegraven en van een zogenaamde “knokkelbreker” werd voorzien, werd in de eerste helft van de tweede eeuw de hout-aardemuur vervangen door een stenen muur. Mogelijk is deze verbouwing uitgevoerd door de Ala I Noricorum onmiddellijk nadat deze naar Durnomagus was verhuisd. De nieuwe muur was ongeveer een meter breed en twee meter onder het oude niveau. De fundering bestond uit basaltsteen vermengd met klei, de bovenbouw van beton van Opus caementitium met een buitengevel van tufsteenblokken. De afgeronde hoeken en de vier poorten werden verstevigd met torens. Er was ook een tussentoren tussen de hoek en de poorttorens.
In de laat Romeinse tijd werden meer tussenliggende torens toegevoegd, met waarschijnlijk platforms voor geschut. In de tweede helft van de derde eeuw werden de dubbele grachten geëgaliseerd en vervangen door een enkelvoudige. Deze gracht was via  een drie meter brede berm verbonden met het fort. De bovenkant van de 11,5 meter  brede gracht bevond zich 10,6 meter van de muur en werd drie meter onder het oude niveau verzonken. Omdat de gracht niet onderhouden werd, ontwikkelde deze zich in de vierde eeuw tot een trogvormig, slechts twee meter diep obstakel.
Aan de binnenkant van het kamp werd de muur door een loopbrug verbonden met een aarden wal van aan de basis zes meter breedte. De aansluitende via sagularis (kampstraat), die minstens zes meter breed was, kon worden geïdentificeerd evenals de andere hoofdstraten van het kamp, de tot 8,5 meter brede via praetoria, de zeven meter brede via principalis, en de via decumana die, die  op een 20 x 45 meter groot plein uitkwam achter de Principia. De principia besloeg waarschijnlijk een basisgebied van 53 x  42 meter. Aan de achterzijde kon de zes meter diepe vluchtroute gedetecteerd worden waarin naast de 5,5 meter brede aedes (vlaggenheiligdom) nog vijf, twee tot vier meter brede kamers (waarvan één verwarmd). De 0,7 tot 1,2 meter sterke fundering werd tot twee meter onder het oude niveau verzonken. Het opgaande deel bestond uit tweeschalig tufsteen metselwerk met een kern van Opus caementitium. De principia hadden  een pannendak gemaakt van imbrices en tegulae.
Er waren verschillende vormen van vakwerkbarakken bedekt, uitgevoerd met dakspaan of stro, waarvan het type voorheen onbekend was. Naast gecombineerde kazernes voor paarden en manschappen werden ook stallen alleen voor paarden en barakken alleen voor soldaten gevonden. In het tweede kwart van de tweede eeuw werden de gebouwen vernietigbd door een verwoestende brand, maar daarna weer opgebouwd. Een enkele arak werd tegen het einde van de tweede eeuw opnieuw door brand verwoest. Behalve enkele kuilen en een waterput zijn er geen andere bouwvondsten uit de derde en vierde eeuw gevonden.

### Vicus en begraafplaatsen
De vicus, het kampdorp,waar de families van de legionairs, de handelaren, ambachtslieden, herbergiers, prostituees en andere dienstverleners zich vestigden, wordt archeologisch in Dormagen slechts sporadisch aangetroffen. De vicus oomringde het fort in een halve cirkel van noord-noord-west tot zuid-zuid-oost.
Zoals de Romeinse wet voorschreef, lagen de grafvelden buiten het nederzettingsgebied, langs de uitvalswegen. De graven uit het midden van het keizerrijk tijdperk (tweede en vroege derde eeuw) bevonden zich langs de wegen die naar Novaesium en de CCAA leiden, en soms aan de westelijke kant van de vicus. De in getal mindere begraafplaatsen uit het einde van de tweede en derde eeuw overlapten niet langer de eerdere begraafplaatsen, door de inkrimping van de oppervlakte van het kampdorp, maar lagen weer op een meer centrale locatie in de directe omgeving van de latere kerk van St.Michaël.

### Pre- en post-Romeins gebruik
Een grondoppervlak dat onder de Romeinse cultuurlagen ligt, kan mogelijk worden toegeschreven aan de Michelsbergcultuur. In de omgeving zijn overeenkomstige vondsten teruggevonden als zwerf- en leesvondsten en uit de inhoud van een put in het nederzettingsgebied. Een enkele, versierde muurscherf verwijst naar de Bischheim-cultuur. Tot dusver zijn er geen vondsten van de Keltische of Ubische nederzetting die voorafging aan de Romeinse nederzetting.
Na het einde van de Romeinse aanwezigheid werd het gebied bezet door de Franken. Mogelijk was er in de zesde of zevende eeuw een Frankische nederzetting of een Frankische boerderij in het gebied van Dormagen, maar tot nu toe is dit alleen gebaseerd op de vondst van een skelet uit die tijd.

## Vondsten
- Een eerste buitengewone ontdekking werd gedaan in 1821 met het blootleggen van een Mithraeum. In de rond 13 meter lange, in de grond verzonken kamer bevonden zich verschillende stenen gewijd aan Mithras. Twee van deze inwijdingsstenen zijn van bijzonder belang omdat ze werden geschonken door soldaten van de Ala I Noricorum,[8] waarmee de stationering in Durnomagus definitief is bewezen. De ruimte is niet meer lokaliseerbaar.[16]
- Een andere, ongewone ontdekking werd gedaan in de eerste helft van de 19e eeuw. Op een diepte van slechts 40 centimeter onder de vloer van een koeienstal werd een schat gevonden, die bestond uit 900 zilveren en vier gouden munten, uit een periode lopend van Augustus (30 v.Chr. – 14 n.Chr.) tot Commodus (176-192).[16]
- De zogenaamde Dormager Denarivondst in de Nettergasse, is van wetenschappelijk belang. Hoewel de inhoud van de portemonnee uit het jaar 160 slechts tien denarii bevatte, is het  een belangrijke verwijzing naar Romeinse munten. De serie munten begint met een Vespasiaanse munt uit Lugdunum (Lyon) uit de jaren 69/70 en eindigt met een denarius van Marcus Aurelius, die na 161 in Rome is geslagen. In totaal bestaat de vondst uit vier munten van vóór Trajanus, één van Trajanus en vijf munten van na Trajanus. Het laat zien dat Flavische munten heel lang in omloop waren. Het wijst er ook op dat het door Cassius Dio genoemde decreet van Trajanus uit het jaar 107 [17] om oude en versleten zilveren munten in beslag te nemen, waarschijnlijk alleen betrekking had op republikeinse denari.[18]

## web links
- Jona Lendering: Durnomagus (Dormagen). In: Livius.org (englisch)